# سوت‌زن سانگیهه
سوت‌زن سانگیهه یا توکا-سنگ‌چشم سانگیهه (نام علمی: Colluricincla sanghirensis) نام یک گونه از سرده توکا-سنگ‌چشم است.